# Libertad o muerte (Capitán Michalis)
Capitán Michalis (en griego: Ο Καπετάν Μιχάλης) es una novela del escritor griego Nikos Kazantzakis de 1953. Es más conocida como Libertad o muerte. El escritor fue influenciado por su infancia en la isla de Creta y utiliza explícito el lenguaje cretense  de una manera que preserva intacta. Es uno de los libros más leídos de la moderna literatura griega que ha sido traducido y publicado en varios idiomas.

## Temática
El libro trata de la rebelión de los cretenses contra el Imperio Otomano en el año 1889.
Se cree que el título del libro honra al padre de Kazantzakis, Michalis Kazantzakis, en quien el escritor se inspiró. La palabra Capitán no se utiliza en su sentido de rango militar o naval, sino como título de líder del grupo guerrillero (el padre del escritor, Michalis Kazantzakis era un líder de dicho grupo, de ahí el título. Kazantzakis dice esto en su libro "Informe sobre el Greco" )
Libertad o muerte se agregó como subtítulo a la segunda edición en griego lanzada por los editores Difros en Atenas en 1955 y fue el título preferido en inglés (EE. UU.). En el Reino Unido, el libro fue publicado como Freedom and Death, las últimas palabras del libro. La expresión proviene del lema nacional griego "Libertad o muerte" (Eleftheria i thanatos), derivado de la Guerra de Independencia griega y utilizado por los rebeldes cretenses como el protagonista del libro. El "o" fue reemplazado a sabiendas por "y" en el texto final de Kazantzakis.

## Ediciones
Libertad o muerte ha sido traducido a muchos idiomas, incluido el turco.
- 1954, Alemania, (titulada "Freiheit oder Tod", traducida por Helmut von den Steinen), Herbig, Berlín.
- 1955, Suecia, (titulado "Frihet eller död", traducido al sueco por Börje Knös), Ljus, Estocolmo.
- 1955, Noruega, (titulado "Frihet eller død", traducido al noruego por Leif Kristiansen), Tanum, Oslo.
- 1955, Dinamarca, (titulado "Frihed eller død", traducido al danés por Karl Hornelund), Jespersen og Pio, Copenhague.
- 1955, Holanda, (titulado "Kapitein Michalis", traducido al holandés por H.C.M. Edelman), De Fontein, Utrecht.
- 1955, Finlandia (titulado "Vapaus tai Kuolema" traducido al finlandés por Elvi Sinervo), Kustannusosakeyhtiö Tammi, Helsinki.
- 1955, EE. UU. (Titulado "Libertad o muerte, una novela", traducido por Jonathan Griffin), Simon and Schuster, Nueva York.
- 1956, Gran Bretaña (titulada "Libertad y muerte, una novela", traducido por Jonathan Griffin), Bruno Cassirer, Oxford ISBN 0-85181-012-8.
- 1956, Francia (titulada "La Liberté ou La Mort", traducido por Gisèle Prassinos y Pierre Fridas), Plon, Paris.
- 1956, Yugoslavia (titulado "Kapitan Mihalis", traducido al esloveno por José Udović),: Cankarjevna, Ljubljana.
- 1957, Islandia (titulado "Frelsið eða dauðann", traducido al islandés por Skúli Bjarkan), Almenna bókafélagið, Reykjavík.
- 1957, Argentina (titulado "Libertad o muerte", traducido al español por Rosa Chacel), Carlos Lohlé, Buenos Aires.
- 1958, Portugal (titulado "Liberdade ou morte", traducido al portugués por Maria Franco), Cor, Lisboa.
- 1958, Hungría (titulado "Mihálisz kapitány", traducido al húngaro por Abody Béla), Európa, Budapest.
- 1959, Italia (titulado "Capitan Michele", traducido por Edvige Levi Gunalachi), Martello, Milán.
- 1960, Polonia (titulado "Kapitan Michal", traducido al polaco por Katarzyna Witwicka), Editorial Czytelnik, Varsovia.
- 1960, Checoslovaquia (titulada "Kapitán Michalis" traducida al checo por František Štuřík y Mariana Stříbrná), Československý spisovatel, Praga.
- 1961, Bulgaria (titulado "Kapitan Mikhalis", traducido al búlgaro por Georgi Kufov), Narodna Kultura, Sofia.
- 1963, Israel (titulado "Herut O Mavet" - "חרות או מוות"), soy Oved, Tel Aviv [1].
- 1965, URSS (titulado "Kapitan Mihalis: Svoboda abo smert", traducido al ucraniano por Ivan Hrechanivs'ky, Viktoriia e Iannis Mochos), Vydavnytstvo Khudozhn'oi Literatury "Dnipro", Kiev. Sin embargo, el libro nunca fue traducido al ruso.
- 1967, Turquía, (titulado "Ya hürriyet ya ölüm (Kapetan Mihalis)", traducido por Nevzat Hatko), Ararat, Estambul.
- 1973, Irán, (titulado "Azadi ya marg", traducido al persa por Muhammad Qazi), Khvarazmi, Teherán.
- 1973, Albania (titulado, "Ja vdekje, ja liri", traducido al albanés por Enver Fico), Shtepia Botuese "Naim Frasheri" Tirana.
- 1976, Egipto, (titulado "al-Hurriya wa-l-maut"), al-Hay'a, El Cairo.
- 1982, China, (titulada "Zi you huo si wang", traducido al chino por Wang Zhenji yi), Wai guo wen xue chu ban shi, Pekín.
- 2002, Lituania (titulado "Kapitonas Michalis", traducido al lituano por Diana Bučiūtė), Vaga, Vilnius.
- 2013, Brasil (titulado "O Capitão Michális (Liberdade ou Morte)", traducido al portugués por Silvia Ricardino), Grua, São Paulo.
- 2014, Croacia (titulado "Sloboda ili smrt", traducido al croata por Irena Gavranović Lukšić), Sandorf, Zagreb.